# X-Files
X-Files (The X-Files) è una serie televisiva statunitense  ideata da Chris Carter e trasmessa dalla Fox dal 10 settembre 1993 al 19 maggio 2002 e successivamente dal 24 gennaio 2016 al 21 marzo 2018. La serie vede protagonisti due agenti dell'FBI, interpretati da David Duchovny e Gillian Anderson, che indagano su casi di natura paranormale. Gli episodi richiamano varie tematiche del cinema dell'orrore e della fantascienza, tra i quali creature leggendarie, teorie del complotto, mutazioni genetiche, percezioni extrasensoriali, psicocinesi, intelligenza artificiale, UFO e alieni. Il termine X-Files è riferito all'archiviazione sui computer dei casi attinenti al paranormale che avveniva sotto la lettera X, quella riferita all'incognita. Molti degli episodi sono autoconclusivi, presentando la formula del "mostro della settimana", ma alcuni presentano in tutto o in parte temi ricorrenti, sviluppi narrativi nel loro insieme noti come la "mitologia" della serie.
X-Files è stata accolta da un grande successo di critica e di pubblico, ottenendo importanti riconoscimenti come il Golden Globe per la miglior serie drammatica, affermandosi presto come un cult e un classico della televisione di fantascienza, punto di riferimento e fonte di ispirazione per molte opere successive.
Nel 2002 al raggiungimento della sua nona stagione, per molti anni rimasta l'ultima prodotta, divenne la serie di fantascienza più longeva nella storia della televisione statunitense (primato negli anni seguenti superato da serie come Smallville e Stargate SG-1).
Tra la quinta e la sesta stagione è stata tratta un'omonima prima pellicola cinematografica, uscita nelle sale statunitensi il 19 giugno 1998, mentre un ulteriore film stand-alone, X-Files - Voglio crederci, è stato distribuito in patria dal 25 luglio 2008. Dal 24 gennaio 2016, quattordici anni dopo la cancellazione della serie il 19 maggio 2002, la Fox decise di riportare in vita il franchise con una miniserie che costituisce la decima stagione. Ad aprile del 2017, la Fox ha annunciato anche un'undicesima stagione, composta da 10 episodi, andata in onda dal 3 gennaio 2018.

## Trama
(Tagline della serie.)
Fox Mulder è un singolare agente dell'FBI: lavora in un settore chiamato X-Files, un archivio dove vengono catalogati e raccolti tutti i casi ritenuti inspiegabili e di supposta natura soprannaturale. La passione di Mulder per tale genere di casi deriva dall'ossessione sviluppata in seguito ad alcune sedute di ipnosi regressiva e al conseguente riaffiorare del ricordo del traumatico rapimento della sorella, avvenuto, a suo dire, da parte degli alieni quando lui aveva dodici anni, sotto i suoi occhi. Da quando è entrato nell'FBI si è occupato di cercare di dare spiegazioni e raggiungere la verità prestando fede a prove e testimonianze ritenute "impossibili" o prive di credito da parte dei suoi colleghi e della comunità accademica. All'inizio della serie gli viene affiancata una partner dai suoi superiori, Dana Scully, dottoressa medico e scienziata che utilizzando le sue competenze scientifiche dovrebbe screditare le bizzarre tesi di Mulder. In realtà con il passare del tempo anche lei si troverà di fronte a fatti in grado di scuotere le sue certezze e la sua fede nella "scienza ufficiale".
Nel corso di anni di indagini in cui hanno a che fare con svariati casi di creature mostruose, esperimenti segreti, virus letali e rapimenti alieni, raccolgono indizi che sveleranno l'esistenza di un complotto ordito da un'enigmatica organizzazione, il Consorzio, che mira a tenere nascosta l'esistenza di vita extraterrestre intelligente e a facilitare una futura occupazione da parte dei Colonizzatori.

## Episodi

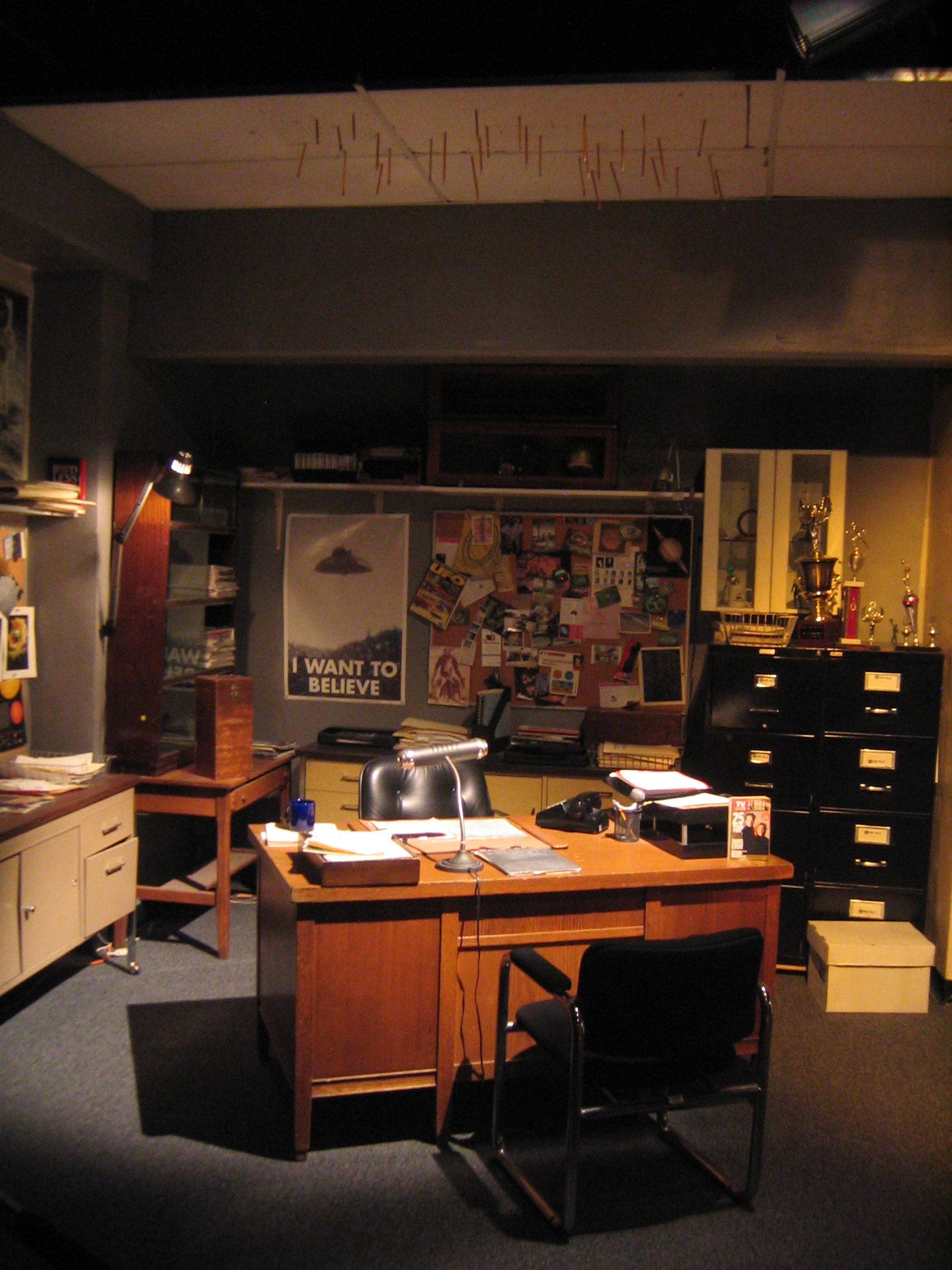
L'ufficio di Mulder con l'iconico poster, recante il motto "I Want To Believe", divenuto uno dei simboli della serie

La serie si compone di 218 episodi, i primi 202 sono stati trasmessi per la prima volta nell'arco di nove stagioni tra il 1993 e il 2002, mentre una decima stagione di sei episodi è andata in onda nel 2016, seguita da una undicesima distribuita nel 2018. 
| Stagione            | Episodi | Prima TV USA | Prima TV Italia |
| ------------------- | ------- | ------------ | --------------- |
| Prima stagione      | 24      | 1993-1994    | 1994-1995       |
| Seconda stagione    | 25      | 1994-1995    | 1995-1996       |
| Terza stagione      | 24      | 1995-1996    | 1996-1997       |
| Quarta stagione     | 24      | 1996-1997    | 1997-1998       |
| Quinta stagione     | 20      | 1997-1998    | 1998-1999       |
| Sesta stagione      | 22      | 1998-1999    | 1999-2000       |
| Settima stagione    | 22      | 1999-2000    | 2000            |
| Ottava stagione     | 21      | 2000-2001    | 2001            |
| Nona stagione       | 20      | 2001-2002    | 2002            |
| Decima stagione     | 6       | 2016         | 2016            |
| Undicesima stagione | 10      | 2018         | 2018            |

## Personaggi e interpreti

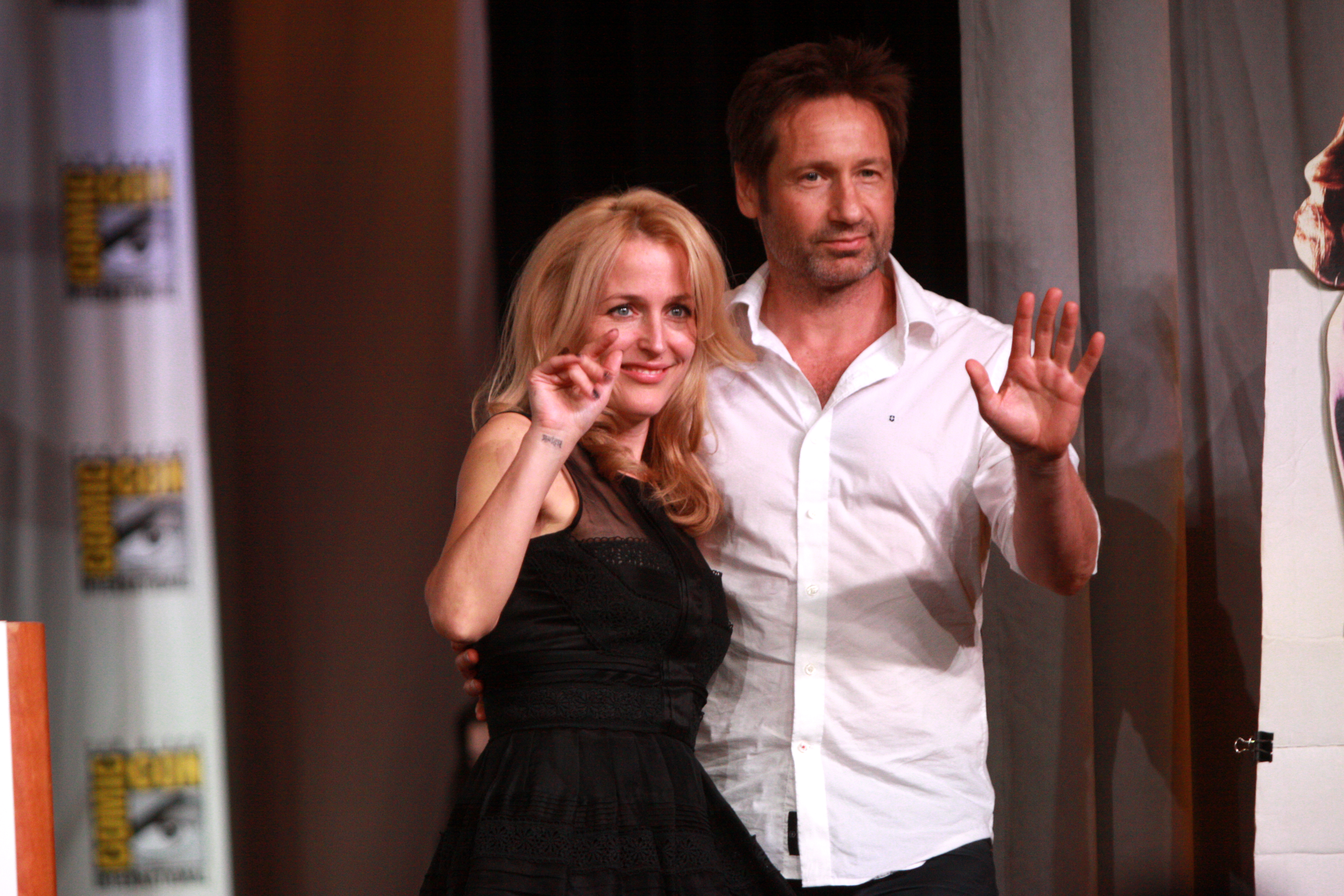
Gillian Anderson e David Duchovny al San Diego Comic-Con nel 2013.

### Principali
- Fox Mulder (stagioni 1-11), interpretato da David Duchovny, doppiato da Gianni Bersanetti.
- Dana Scully (stagioni 1-11), interpretata da Gillian Anderson, doppiata da Claudia Catani.
- Monica Reyes (stagioni 8-11), interpretata da Annabeth Gish, doppiata da Monica Gravina.
- John Doggett (stagioni 8-9), interpretato da Robert Patrick, doppiato da Luca Ward.
- Walter Skinner (stagioni 1-11), interpretato da Mitch Pileggi, doppiato da Emilio Cappuccio (st. 1-2), Franco Zucca (st. 3-10) e da Gianni Giuliano (st. 11).

### Ricorrenti
- Uomo che fuma (C.G.B Spender) (stagioni 1-7, 9-11), interpretato da William B. Davis, doppiato da Diego Reggente[8].
- Melvin Frohike, interpretato da Tom Braidwood, doppiato da Enrico Di Troia (st. 1), Sergio Di Giulio (st. 2-4) e da Giorgio Locuratolo (st. 5-10).
- John Fitzgerald Byers, interpretato da Bruce Harwood, doppiato da Enrico Pallini (st. 1), Paolo Maria Scalondro (ep. 2x03, 3x02), Giorgio Locuratolo (ep. 2x08, 3x09, 3x16, 3x23, 4x15), Luca Biagini (ep. 2x18), Fabrizio Temperini (ep. 4x07), Mauro Gravina (ep. 5x01, 5x02, 5x03, st.6-10) e da Oreste Baldini (ep. 5x11, 5x20).
- Richard "Ringo" Langly, interpretato da Dean Haglund, doppiato da Marco Bolognesi (st. 1) e da Luca Dal Fabbro (st. 2-11).
- Gola Profonda (Ronald Pakula) (stagione 1, ep. 3x01, 3x24, 4x07, 7x02), interpretato da Jerry Hardin, doppiato da Michele Kalamera (st. 1-4) e da Stefano De Sando (ep. 7x02).
- Alex Krycek (stagioni 2-9), interpretato da Nicholas Lea, doppiato da Alessio Cigliano.
- Direttore Alvin Kersh (st. 6-9, 11), interpretato da James Pickens Jr., doppiato da Stefano Mondini.
- Margaret Scully (stagioni 1-5, 8-10), interpretata da Sheila Larken, doppiata da Paola Piccinato.
- Mr. X (stagioni 2-4, 9), interpretato da Steven Williams, doppiato da Paolo Buglioni.
- Jeffrey Spender (stagioni 5-6, 9, 11), interpretato da Chris Owens, doppiato da Massimo Rossi (st. 5-6, 9) e da Andrea Lavagnino (st. 11).
- Teena Mulder, interpretata da Rebecca Toolan.
- Marita Covarrubias (stagioni 4-7, 9), interpretata da Laurie Holden, doppiata da Fabrizia Castagnoli.
- Cacciatore di taglie alieno, interpretato da Brian Thompson.
- Diana Fowley (stagioni 6-7), interpretata da Mimi Rogers, doppiata da Laura Boccanera.
- Uomo dalle mani curate (stagioni 3-5), interpretato da John Neville, doppiato da Giancarlo Padoan[9].
- Brad Follmer (stagione 9), interpretato da Cary Elwes, doppiato da Francesco Prando.
- Uomo con lo stuzzicadenti (stagione 9), interpretato da Alan Dale, doppiato da Ambrogio Colombo.
- Tad O'Malley (stagione 10), interpretato da Joel McHale, doppiato da Teo Bellia.
- Sveta (stagione 10), interpretata da Annet Mahendru, doppiata da Veronica Puccio.
- Agente Miller (stagione 10), interpretato da Robbie Amell, doppiato da Marco Vivio.
- Agente Einstein (stagione 10), interpretata da Lauren Ambrose, doppiata da Francesca Fiorentini.

## Produzione

### Ideazione
(Chris Carter spiegando la concezione di Mulder e Scully.)

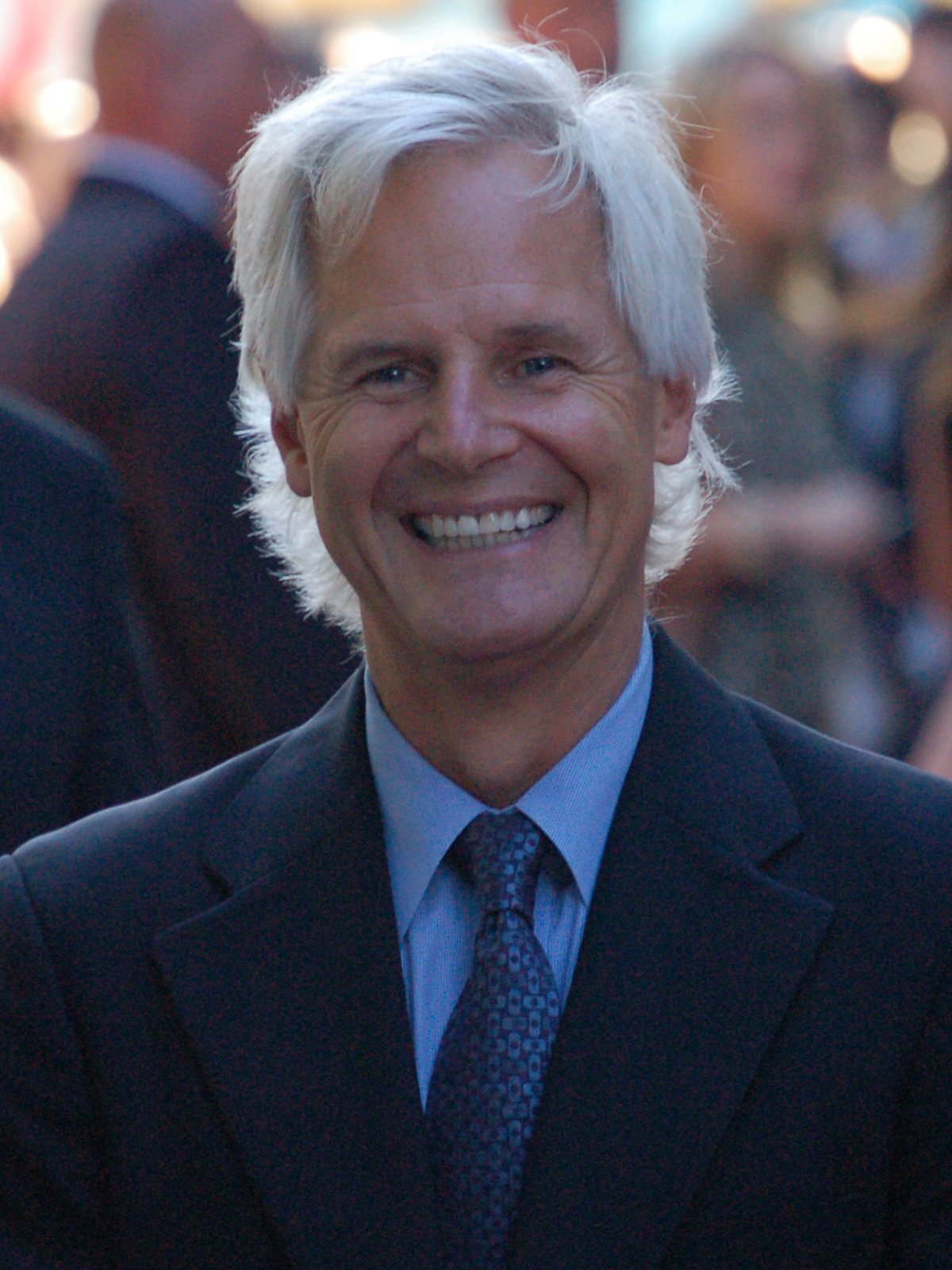
Chris Carter è il creatore di X-Files, ha scritto il pilot e molti altri episodi.

Al californiano Chris Carter era stata data l'opportunità di produrre nuove serie per la Fox agli inizi degli anni 1990. Stanco delle commedie a cui aveva lavorato per la Walt Disney Pictures, un sondaggio secondo cui 3,7 milioni di americani potrebbero essere stati rapiti da alieni, lo scandalo Watergate e la serie horror degli anni 1970 Kolchak: The Night Stalker, gli diedero l'idea per X-Files. Scrisse l'episodio pilota nel 1992.
La bozza iniziale fu rifiutata dai dirigenti della Fox; dopo averla riformulata il network gli commissionò formalmente la realizzazione della sceneggiatura per il pilot. Per svilupparla al meglio, collaborò con il produttore Daniel Sackheim, traendo ispirazione stilistica dal documentario del 1988 The Thin Blue Line e dalla serie britannica Prime Suspect. Fonte di ispirazione furono anche The Twilight Zone e Il silenzio degli innocenti, che hanno fornito lo stimolo per strutturare la serie attorno agenti dell'FBI, allo scopo di offrire una ragione più plausibile per coinvolgere stessi personaggi in casi diversi. Carter era anche determinato a mantenere la relazione tra i due protagonisti strettamente platonica, basando le loro interazioni su personaggi come Emma Peel e John Steed in The Avengers.
La serie cult I segreti di Twin Peaks ebbe grande influenza sulle tonalità cupe della serie e il frequente surreale miscuglio di dramma e ironia. Lo stesso Duchovny era apparso nei panni di un agente della DEA che praticava crossdressing in Twin Peaks e il personaggio di Mulder fu confrontato dalla critica con l'agente dell'FBI Dale Cooper. Produttori e autori hanno citato Tutti gli uomini del presidente, I tre giorni del Condor, Incontri ravvicinati del terzo tipo, I predatori dell'arca perduta, Rashomon, La cosa, I ragazzi venuti dal Brasile, Il silenzio degli innocenti e JFK come altre influenze. Inoltre, l'episodio Triangolo (Triangle) della sesta stagione usa la tecnica di utilizzare diverse inquadrature in una stessa scena usata da Hitchcock in Nodo alla gola. Anche gli episodi scritti da Darin Morgan hanno spesso citato o fatto riferimento ad altri film.

### Casting
Duchovny aveva lavorato a Los Angeles per tre anni prima di X-Files; all'inizio aveva intenzione di focalizzarsi su lungometraggi. Nel 1993, la sua manager, Melanie Green, gli diede la sceneggiatura del primo episodio della serie; entrambi erano convinti si trattasse di un ottimo prodotto, quindi lui decise di partecipare al casting per il protagonista. La sua audizione fu "eccezionale", anche se parlava piuttosto lentamente. Mentre il direttore del casting lo giudicò molto positivamente, Carter inizialmente pensò che non sembrasse molto intelligente.
Anderson partecipò alle audizioni per Scully nel 1993. "Non riuscivo a posare la sceneggiatura", disse dell'esperienza. Il network voleva una figura più istituzionale o un'attrice più attraente per il ruolo rispetto l'allora ventiquattrenne Anderson, ma per Carter si rivelò l'unica adatta, convinto dal senso di integrità che riusciva a trasmettere. Grazie al ruolo di Scully, Anderson vinse due Screen Actors Guild Award, un Emmy Award e un Golden Globe.
Il personaggio di Walter Skinner fu interpretato da Mitch Pileggi, che aveva partecipato alle audizioni anche per altri personaggi. In un'intervista spiegò che determinante per ottenere il ruolo era stato il presentarsi con un'attitudine molto scontrosa, che si rivelò adatta al personaggio.
Prima dell'inizio della settima stagione, Duchovny avviò una causa contro la 20th Century Fox che a suo dire avrebbe svenduto i diritti alle proprie affiliate, riducendo così anche i suoi ricavi. Alla fine all'attore fu riconosciuto un indennizzo di venti milioni di dollari, ma la causa creò frizioni con la produzione. In quel momento sia lui che Carter non avevano un contratto per andare oltre la settima stagione. Duchovny accettò di continuare, ma in misura minore. Ciò contribuì a creare la convinzione sia tra gli spettatori che tra i produttori che la settima potesse essere anche l'ultima stagione, tuttavia fu poi deciso che il suo personaggio sarebbe stato rapito dagli alieni e sarebbe ritornato per dodici episodi la stagione seguente, mentre la sua mancanza sarebbe stata sopperita dal nuovo personaggio di John Doggett.
Più di cento attori furono audizionati per il ruolo di Doggett, ma solo dieci furono presi seriamente in considerazione. Tra loro Lou Diamond Phillips, Hart Bochner e Bruce Campbell. I produttori scelsero Robert Patrick. Carter credeva che con nuovi protagonisti la serie potesse continuare per molti anni, pertanto la sigla fu cambiata per enfatizzare i nuovi ingressi nel cast. Tuttavia la presenza di Doggett non generò il successo di ascolti sperato. Nell'ottava stagione anche Walter Skinner, interpretato da Mitch Pileggi, fu indicato tra i personaggi principali, mentre il cast si arricchì della presenza di Annabeth Gish per il ruolo di Monica Reyes, promosso a principale nella nona stagione, ideato anche per coprire un'eventuale uscita di Gillian Anderson.

### Riprese

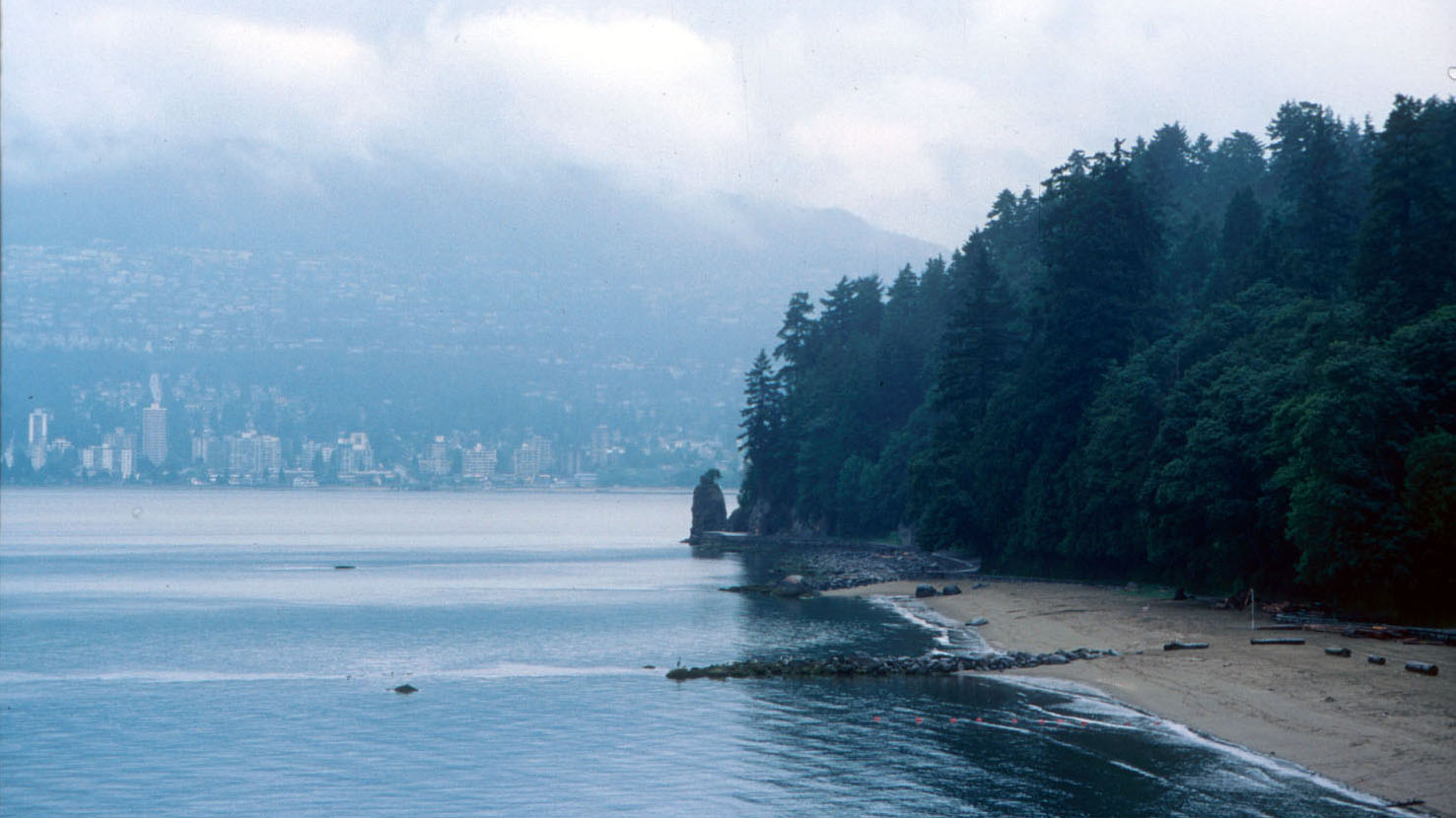
Il finale della quinta stagione fu l'ultimo episodio girato a Vancouver prima del trasferimento a Los Angeles

Durante le prime fasi della produzione, Carter fondò la Ten Thirteen Productions e iniziò a pianificare le riprese del pilot a Los Angeles. Tuttavia, non riuscendo a trovare luoghi adatti per molte scene, decise di esplorare un'area dotata di foreste più cinematografiche: Vancouver. In Canada furono girate le prime cinque stagioni, a partire dalla sesta stagione la produzione si trasferì a Los Angeles anche per accomodare le richieste di Duchovny. Duchovny era infatti scontento della lontananza dalla moglie Téa Leoni, e secondo alcune fonti anche delle condizioni climatiche del luogo. A Vancouver sarebbero poi stati girati il film X-Files - Voglio crederci e la decima stagione.

### Sigla
L'iconica musica della sigla è stata creata dal compositore della serie, Mark Snow, il quale per gli effetti si ispirò al singolo dei The Smiths How Soon Is Now?. Caratteristica della sigla è anche l'uso di split screen; l'intenzione di Carter era di usare immagini che richiamassero il soprannaturale dal forte impatto emotivo. Il risultato valse subito un premio Emmy per il miglior design di una sigla.
La sigla rimane sempre la stessa, ad esclusione di qualche episodio, come ad esempio il pilota che non ha una sigla, dalla prima fino alla settima stagione, quando Duchovny lascia il cast regolare. Nell'ottava stagione e ancor più nella nona, la sigla viene infatti modificata dando risalto all'aggiunta dei nuovi interpreti.

### I film

#### X-Files - Il film
Dopo il successo delle prime stagioni, Carter voleva provare a rivolgere la storia a un pubblico più ampio, idea che si concretizzò nella concezione del primo film tratto dalla serie. La difficoltà maggiore nel realizzarlo secondo l'autore sarebbe stata quella di scrivere una sceneggiatura che consentisse al film di essere visto anche da chi non conoscesse la serie. Il film fu girato durante la pausa tra la quarta e la quinta stagione, con ulteriori scene filmate durante la quinta stagione, cosa che influì sulla produzione di diversi episodi della serie, che presentano una trama meno complessa con meno location coinvolte. Il film, scritto da Carter e diretto da Rob S. Bowman, fu poi distribuito nell'estate del 1998, noto anche con il titolo alternativo The X-Files: Fight the Future. Anche se è pensato come opera autonoma, nelle intenzioni degli autori rappresenta anche una diretta continuazione del finale della quinta stagione, la cui trama è poi ripresa all'inizio della sesta.
Oltre a Duchovny, Anderson, Pileggi e Davis, il cast include la presenza di Martin Landau, Armin Mueller-Stahl, Terry O'Quinn e Blythe Danner. Rappresenta anche l'ultima apparizione di John Neville nei panni dell'uomo dalle mani curate, che rimane ucciso nell'esplosione della propria auto. A differenza della serie, per la quale Duchovny riceveva un compenso maggiore, Anderson e Duchovny furono pagati in egual misura.

#### X-Files - Voglio crederci
Dopo la fine della nona stagione Chris Carter espresse più volte il desiderio di continuare la saga al cinema, con film che non continuassero necessariamente la mitologia della serie ma funzionassero come capitoli autonomi e autoconclusivi. Dopo il primo film distribuito tra la quinta e la sesta stagione, il 25 luglio 2008 negli USA uscì X-Files - Voglio crederci (The X-Files: I Want to Believe), girato a Vancouver tra il dicembre 2007 e il marzo 2008.
Il film mette da parte il tema del complotto e dell'invasione aliene, focalizzandosi su una storia autonoma che vede Mulder e Scully, non più agenti dell'FBI e il primo ancora fuggitivo, indagare sulla strana malattia che ha colpito uno dei pazienti dell'ospedale dove è ora impiegata Scully; l'indagine coinvolge il rapimento di un agente FBI e un ex prete che vive presunte visioni psichiche. In caso di successo ulteriori sequel sarebbero dovuti incentrarsi anche sulla mitologia della serie, come avvenuto per X-Files - Il film, ma la pellicola registrò incassi modesti e recensioni miste.

### Il ritorno della serie nel 2016
Dopo l'uscita del secondo film, prodotto come opera autonoma che non continua la trama generale della serie, Chris Carter espresse più volte l'interesse a continuare la saga attraverso nuovi film che portassero avanti anche la mitologia della serie. Tuttavia, il 17 gennaio 2015 il presidente di Fox Television Group, Gary Newman, annunciò invece che erano in corso trattative per riportare il franchise in televisione. Il 24 marzo 2015 fu poi confermata la produzione di una miniserie "evento" di sei puntate che avrebbe visto il ritorno dello showrunner Chris Carter e della coppia di attori protagonista.
Carter, che ricopre i ruoli di autore e produttore esecutivo, oltre che di regista per diversi episodi, ritrovò nel gruppo di autori Darin Morgan, Glen Morgan e Jim Wong, che avevano collaborato alla produzione di varie sceneggiature durante le prime quattro stagioni, mentre altri autori storici come Frank Spotnitz e Vince Gilligan spiegarono di non poter partecipare al progetto in quanto impegnati con altri progetti: L'uomo nell'alto castello (The Man in the High Castle) e Better Call Saul. Mark Snow, inoltre, è nuovamente il compositore musicale, e Anne Simon, professoressa di biologia presso l'Università del Maryland, ritornò a coprire le vesti di consulente scientifica, collaborando direttamente all'ideazione del soggetto del sesto episodio.
Nel cast, oltre a Anderson e Duchovny, riprendono i loro ruoli anche Annabeth Gish, Mitch Pileggi, William B. Davis, Sheila Larken e il trio interprete dei Pistoleri Solitari: Bruce Harwood, Tom Braidwood e Dean Haglund.. Le riprese ritornarono a svolgersi nei pressi di Vancouver, già principale luogo di produzione delle prime cinque stagioni e del film del 2008..
Secondo Carter, che affermò di aver iniziato a raccogliere articoli giornalistici da cui prendere spunto per nuove trame sin dalla fine della serie originale, la nuova stagione mira a raccontare nuove storie in un contesto politico rinnovato, presentando sia episodi con la formula del "mostro della settimana" che più legati alla mitologia della fiction. È stata ideata con l'intenzione di risultare accessibile anche agli spettatori che non hanno familiarità con il franchise; all'inizio del primo episodio vengono riassunti i punti salienti delle precedenti nove stagioni.
Il 20 aprile 2017 è stata annunciata anche un'undicesima stagione per la stagione televisiva apparsa nel 2018.

## Accoglienza

### Ascolti

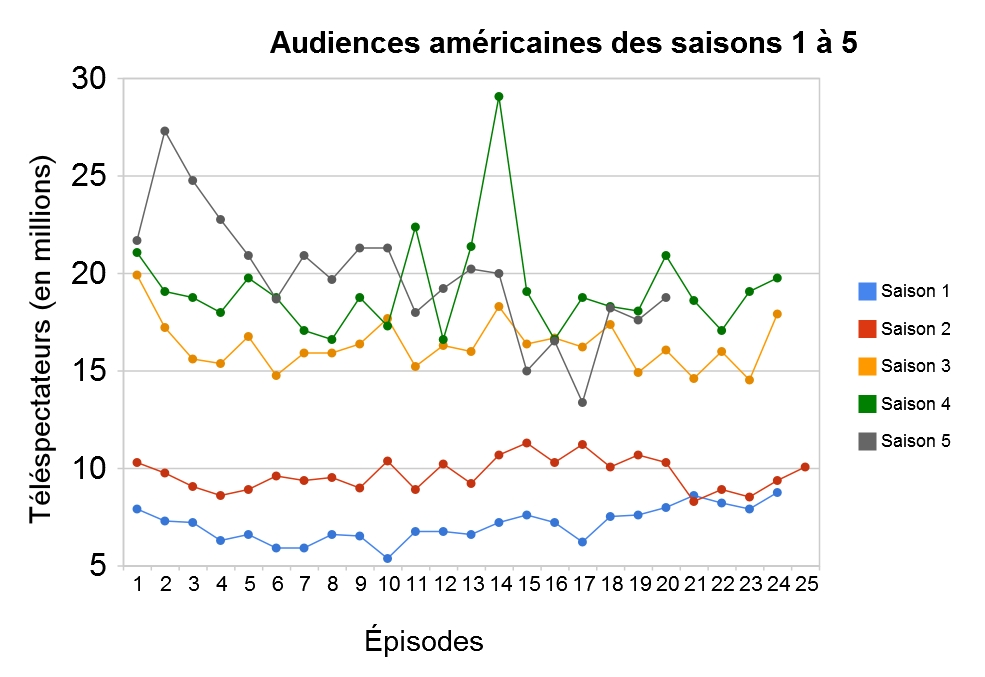
Ascolti negli Stati Uniti delle prime cinque stagioni (in continua crescita), in milioni di telespettatori.

L'episodio pilota fu seguito in media da 12 milioni di spettatori, numero che andò crescendo sia durante la prima stagione che durante quelle immediatamente successive. Il finale della prima stagione raggiunse un'audience media di 14 milioni di spettatori, mentre la seconda, la terza e la quarta stagione furono seguite in media rispettivamente da 14,5, 15,4 e 19,2 milioni di spettatori. Anche se non si tratta di numeri straordinariamente alti furono considerati abbastanza per testimoniare l'esistenza di un vasto pubblico fedele alla serie; i dati d'ascolto erano particolarmente positivi per la Fox anche in quanto presentavano ottimi indici d'ascolto nella fascia commerciale di riferimento 18-49 anni, nella quale era la serie più seguita trasmessa dall'emittente.
La première della quinta stagione fu seguita da 27,34 milioni di spettatori, la stagione registrò poi una media di 19,80 milioni di spettatori. A partire dalla sesta stagione iniziò invece un progressivo calo di ascolti, che si accentuò particolarmente dall'inizio della nona stagione, pertanto poi risultata l'ultima prodotta prima della cancellazione avvenuta nel 2002. Mentre i critici attribuirono il netto calo alle storie poco brillanti e ad un più basso livello di scrittura, membri della produzione citarono gli eventi dell'11 settembre come principale causa dell'ulteriore calo di ascolti.
| Stagione | Messa in onda                                               | Prima di stagione | Prima di stagione | Finale di stagione | Finale di stagione | Audience media |
| Stagione | Messa in onda                                               | Data              | Spettatori        | Data               | Spettatori         | Audience media |
| -------- | ----------------------------------------------------------- | ----------------- | ----------------- | ------------------ | ------------------ | -------------- |
| 1        | Venerdì alle 21:00                                          | 10 settembre 1993 | 12,00 milioni     | 13 maggio 1994     | 14,00 milioni      | nd             |
| 2        | Venerdì alle 21:00                                          | 16 settembre 1994 | 16,10 milioni     | 19 maggio 1995     | 16,60 milioni      | 14,50 milioni  |
| 3        | Venerdì alle 21:00                                          | 22 settembre 1995 | 19,94 milioni     | 17 maggio 1996     | 17,86 milioni      | 15,40 milioni  |
| 4        | Venerdì alle 21:00 (ep. 1-3) Domenica alle 21:00 (ep. 4-24) | 4 ottobre 1996    | 21,11 milioni     | 18 maggio 1997     | 19,85 milioni      | 19,20 milioni  |
| 5        | Domenica alle 21:00                                         | 2 novembre 1997   | 27,34 milioni     | 17 maggio 1998     | 18,76 milioni      | 19,80 milioni  |
| 6        | Domenica alle 21:00                                         | 8 novembre 1998   | 20,24 milioni     | 16 maggio 1999     | 15,86 milioni      | 17,20 milioni  |
| 7        | Domenica alle 21:00                                         | 7 novembre 1999   | 17,82 milioni     | 21 maggio 2000     | 15,26 milioni      | 14,20 milioni  |
| 8        | Domenica alle 21:00                                         | 5 novembre 2000   | 15,87 milioni     | 20 maggio 2001     | 14,00 milioni      | 13,93 milioni  |
| 9        | Domenica alle 21:00                                         | 11 novembre 2001  | 10,60 milioni     | 19 maggio 2002     | 13,25 milioni      | 9,10 milioni   |
| 10       | Domenica alle 22:25 (ep. 1) Lunedì alle 20:00 (ep. 2-6)     | 24 gennaio 2016   | 16,19 milioni     | 22 febbraio 2016   | 7,60 milioni       | 8,70 milioni   |

### Critica
X-Files ha ricevuto generalmente recensioni positive; molti critici l'hanno definita una delle migliori serie statunitensi degli anni '90. Ian Burrell del The Independent giudicò la serie «uno dei più grandi cult della televisione moderna». Richard Corliss di Time la definì come il termine di paragone degli anni 1990. Hal Boedeker dell'Orlando Sentinel già nel 1996 scrisse che la serie era cresciuta da cult a classico della televisione. Per il quotidiano Evening Herald ha avuto una "travolgente influenza" sulla televisione. Nel 2012, Entertainment Weekly classificò la serie al quarto posto tra le venticinque migliori serie cult degli ultimi venticinque anni, descrivendola come «un inno alle stravaganze, agli appassionati di fantascienza, ai teorici della cospirazione e ai pellegrini dell'Area 51 di tutto il mondo. Gli ascolti sono migliorati ogni anno per le prime cinque stagioni, mentre la dinamica di Mulder e Scully del credente-versus-scettico ha creato un modello di televisione pesantemente usato ancora oggi».
Nel 2004 e nel 2007, The X-Files si classificò seconda nella classifica dei migliori cult di sempre di TV Guide. Nel 2002, fu indicata dalla stessa rivista al trentasettesimo posto nella classifica dei migliori 50 spettacoli televisivi di tutti i tempi. Nel 1997, inoltre, gli episodi Previsioni (Clyde Bruckman's Final Repose) della terza stagione e Anomalie genetiche (Small Potatoes) della quarta stagione furono classificati rispettivamente al decimo e al settantaduesimo posto della classifica dei cento più grandi episodi di tutti i tempi, e nel 2013 sempre TV Guide la incluse nell'elenco dei sessanta migliori drammi televisivi di sempre. Nel 2007, anche TIME la incluse nella classifica delle cento migliori serie televisive di tutti i tempi. In classifiche del genere fu regolarmente inclusa anche da altre testate, come Entertainment Weekly, che nel 2009 la nominò quarta miglior fiction di fantascienza nella lista delle migliori venti di sempre, e Empire, che ha avuto occasione di indicarla come la nona miglior serie televisiva di sempre, citando Dov'è la verità? (Jose Chung's From Outer Space) della terza stagione come il suo miglior episodio. Nel 2003 una ricerca di MediaDNA ha evidenziato come X-Files sia in cima alla lista dei brand televisivi considerati più innovativi.

## Riconoscimenti
(Citazione dalla motivazione con cui nel 1996 è stato assegnato alla serie un Peabody Award.)
Nel corso degli anni X-Files ha ottenuto molti riconoscimenti, tra cui sedici statuette su sessantadue candidature ai Primetime Emmy Awards e cinque statuette su dodici candidature ai Golden Globe, compresi tre Golden Globe per la miglior serie drammatica. Gillian Anderson ha vinto il premio Emmy alla miglior attrice protagonista in una serie drammatica nel 1997, anno in cui ha vinto anche il Golden Globe insieme a David Duchovny. Tra gli altri, serie è stata più volte candidata anche a Directors Guild of America Awards, Writers Guild of America Awards, Screen Actors Guild Award, Saturn Awards e Satellite Awards. Nel 1996 ha ottenuto un Peabody Award.

## Impatto culturale
Durante le prime stagioni la serie vide rapidamente espandere il suo pubblico da un limitato ma fedele gruppo di appassionati a una vasta audience internazionale di culto. Nel 1998, la tagline "The Truth Is Out There" era tra le sessanta citazioni e slogan più noti nel Regno Unito. Secondo il New York Times si è trattato di uno dei primi programmi televisivi la cui crescita di popolarità fu legata a quella di internet. L'uso di nuovi sistemi di comunicazione come e-mail e telefonia mobile era incluso nelle trame di diversi episodi già nelle prime stagioni, nelle quali personaggi come i Pistoleri Solitari furono presentati come appassionati di internet, mentre anche la fandom legata alla serie è stata una delle prime ad espandersi online. I fan, noti anche come "X-Philes", termine coniato con l'aggiunta della radice greca "phil", traducibile con amore o ossessione, interagivano tramite newsgroup e software listserv, manifestando shipping sulla coppia di agenti protagonista e diffondendo svariate fanfiction, slash fiction comprese. Occasionalmente i fan più accaniti furono omaggiati direttamente dai produttori della serie; nell'ottava stagione il personaggio secondario di Leyla Harrison, che appare anche in un episodio della nona, fu così chiamato in memoria di una prolifica autrice di fanfiction morta di cancro il 10 febbraio 2001.
La forza narrativa degli episodi è stata spunto di studi sociologici anche in Italia, che hanno focalizzato l'attenzione sulle contaminazioni di genere, sulle molteplici forme e medium narrativi che caratterizzano l'intero racconto e che hanno fatto di X-Files un territorio di sperimentazione dal quale hanno preso spunto altre successive serie televisive. X-Files viene indicato come "testo esemplare" nonché metadiscorsivo, capace di interrogarsi sul cinema, i suoi meccanismi di produzione e quelli della cultura occidentale ed in particolare quella americana. Negli X-Files i fatti di cronaca e i racconti di finzione si mescolano confondendosi e cancellando confini e rimandi fino a creare nuovi racconti del tutto verosimili.
X-Files è stata diretta fonte di ispirazione per molte serie che l'hanno succeduta, tra le quali Strange World, The Burning Zone, Special Unit 2, Mysterious Ways, Lost, Dark Skies - Oscure presenze, The Visitor, Fringe, Warehouse 13, Supernatural, e Gravity Falls, con elementi chiave utilizzati anche da altre serie crime come Eleventh Hour e Bones.
Secondo alcuni osservatori, l'originalità del ruolo di Dana Scully ha contribuito a cambiare la percezione delle donne sul teleschermo, influenzando in qualche misura l'ideazione di personaggi femminili "forti" tra gli investigatori delle fiction. Russell T Davies menzionò X-Files come ispirazione per la sua Torchwood. Altre serie ne hanno tratto spunto per impostare tonalità e atmosfere. Per esempio Buffy l'ammazzavampiri ne ricalca alcune tonalità, facendo uso della mescolanza di horror e umorismo; il suo creatore Joss Whedon ebbe infatti occasione di descriverla come un incrocio The X-Files e My So-Called Life.
Il forte impatto della serie è testimoniato anche dalla vasta presenza di citazioni e riferimenti in altre opere. Tra le più note vi è la parodia che caratterizza l'episodio de I Simpson Springfield Files, trasmesso per la prima volta il 12 gennaio 1997, in cui Gillian Anderson e David Duchovny danno voce agli animati agenti Scully e Mulder. Tra le molte altre fiction che contengono riferimenti alla serie sono presenti Una famiglia del terzo tipo, Archer, American Horror Story, The Big Bang Theory, Bones, Breaking Bad, Californication, Castle, I Griffin, Hey, Arnold!, King of the Hill, South Park, Star Trek: Deep Space Nine e Due uomini e mezzo. Nel 1998 i Catatonia hanno pubblicato il singolo Mulder and Scully, divenuto una hit nel Regno Unito. La cantautrice statunitense Bree Sharp ha scritto una canzone intitolata David Duchovny nel 1999 che fa ampio riferimento alla serie e ai suoi personaggi; pur non divenendo una hit ebbe comunque popolarità tra i fan della serie. La serie è anche menzionata in altri brani, tra cui The Bad Touch dei Bloodhound Gang, A Change di Sheryl Crow e Year 2000 di Xzibit.
Il 16 luglio 2008, Carter e Spotnitz hanno donato vari oggetti di scena al National Museum of American History; la collezione ospitata dal museo include la sceneggiatura originale del pilot e il poster con lo slogan "I Want to Believe" usato nell'ufficio di Mulder.
Nell'albo di Zagor Duello nello spazio, uscito nel 1997, si vede a pagina 96 l'agente di Altrove Roberts timbrare un rapporto con una X, evidente riferimento alla serie.

## Spin off e tie-in

### The Lone Gunmen
Nel 2001 fu trasmesso lo spin-off The Lone Gunmen, incentrato sui Pistoleri Solitari, cancellato dopo una sola stagione per lo scarso riscontro ottenuto. L'ultimo episodio si chiude con un cliffhanger poi risolto nell'episodio Modifica genetica (Jump the Shark) della nona stagione della serie madre.

### Fumetti e romanzi
Tra il 1995 e il 1998 la Topps Comics pubblicò un'omonima serie a fumetti ispirata dalla serie. Altri fumetti tie-in furono pubblicati dalla Topps Comics a partire dal 2004, e in seguito anche dalla WildStorm.
Più tardi fu realizzato anche The X-Files: Season 10, un fumetto composto da venticinque numeri scritti da Joe Harris e pubblicati dal 19 giugno 2013. Inteso come una continuazione della storia della serie, fa riferimento anche agli eventi narrati nel secondo film tratto dalla fiction. Ha fatto seguito The X-Files Season 11.
Numerosi sono stati anche i romanzi pubblicati durante le messa in onda della serie.

### Altro merchandise
Durante la messa in onda della serie furono pubblicati anche una rivista ufficiale, The X-Files Magazine, un gioco di carte collezionabili, The X-Files Collectible Card Game, e una serie di videogiochi: nel 1998 The X-Files Game, distribuito per Windows, Macintosh e in seguito PlayStation, ha visto protagonista l'agente Craig Willmore andare alla ricerca degli scomparsi Mulder e Scully, con un'ambientazione collocabile tra la seconda e la terza stagione; un anno prima The X-Files: Unrestricted Access, pubblicato per Windows e Mac, offriva un database interattivo che dava accesso alle cartelle dei vari casi trattati nella serie; mentre nel 2004 The X-Files: Resist or Serve, distribuito per PlayStation 2, offriva una storia originale di genere survival-horror ambientata nella settima stagione, con protagonisti Mulder e Scully, entrambi giocabili.
Nel 1997 SEGA aveva prodotto anche un flipper a sei giocatori chiamato The X-Files.